# Jekatierina Czernowa
Jekatierina Czernowa (ros. Екатерина Чернова) (ur. 26 stycznia 1986 roku) – rosyjska siatkarka, reprezentantka kraju, libero/przyjmująca.
Obecnie występuje w Superlidze, w drużynie Urałoczki Jekaterynburg.

## Sukcesy klubowe
Puchar CEV:
- 2014

Puchar Challenge:
- 2015

Mistrzostwo Rosji:
- 2016
- 2015